# Циолек (герб)
Цио́лек, также Цёлек (пол. Ciołek — телок, телёнок) — польский дворянский герб, включающий 112 родов, некоторые из которых включены в Общий гербовник дворянских родов Российской империи. Среди прочих семей этот герб носили Понятовские, из которых происходил последний король Речи Посполитой Станислав Август Понятовский. Изображения красного телка в серебряном поле включены в гербы белорусского города Ошмяны и литовского Шауляя, полученные от этого монарха.

## Описание герба

#### Описание по А. Б. Лакиеру
В белом поле вол, или телёнок, цвета красного, идущий вправо (геральдически). В нашлемнике выходящая голова телёнка, также обращённая вправо. Герб этот перенесён из Италии в 971 году и принадлежал Понятовскому.

#### Гербовник Царства Польского
Цёлек — в серебряном пол, на лугу, красный телец, вправо (геральдически). В навершье шлема такой же выходящий телец, вправо.

## Герб используют
Аксамитовские (Aksamitowski), Белинские (Bielinski), Борковские (Borkowski), Бржеские (Brzeski), Бзицкие (Bzicki), Цетис (Cetys), Хондзынские (Chadzynski), Хендзинские (Chedzinski), Худзевские (Chudzewski), Целентко (Cielatko), Циолек (Ciolek), Чарнолуские (Czarnoluski), Чушуловичи (Czuszulowicz), Добронецкие (Dobroniecki), Добржинецкие (Dobrzyniecki), Држевицкие (Drzewicki), Эвил (Evil, Ewil), Эйнильд (Eynild), Герлаховские (Gierlachowski), Глуские (Gluski), Горчичевские (Gorczyczewski), Горышевские (Goryszewski), Гурецкие (Gorecki), Гумковские (Gumkowski), Гутовские (Gutowski), Ярославские (Jaroslawski), Ясевские (Jasiewski), Яшевские (Jaszewski), Язгаржевские (Jazgarzewski), Ежовские (Jezowski), Калиши (Kalisz), Каниа (Kania), Кендзержавские (Kedzierzawski), Клаусгеловичи (Klausgielowicz), Комаровские (Komarowski), графы и дворяне Коморовские (Komorowski), Корыцкие (Korycki), Коссовские (Kossowski), Кошевские (Koszewski), Кошиловичи (Koszylowicz), Кржитовичи (Krzytowicz), Кучинские (Kuczynski), Липовецкие (Lipowiecki), Липовские (Lipowski), Мацеевские (Maciejewski, Maciejowski), Малиновские (Malinowski), Мончевские (Maczewski), Мордас (Mordas), Меленцкие (Mielecki), Остроленцкие (Ostrolecki), Пилецкие (Pilecki), Подфилипские (Podfilipski), князья и дворяне Понятовские (Poniatowski), Посвинские (Poswinski), Повсинские (Powsinski), Регульские (Regulski), Рошевские (Roszewski), Саблицкие (Sablicki), Шадурские (Szadurski), Свирские (Swirski), Вилямовские (Wilamowski), Вишневские (Wiszniowski), Влостовские (Wlostowski), Вольчинские (Wolczynski), Возницкие (Woznicki), Закржевские (Zakrzewski), Залеские (Zaleski), Заленцкие (Zalecki), гр. Зеленские (Zelenski), Зелиховские (Zelichowski), Зелинские (Zelinski, Zielinski), Жардецкие (Zardecki, Zardecki Witelliusz), Желеховские (Zelechowski), Желенские (Zelenski), Жулинские (Zulinski), Жилинские (Zylinski), Юмагузины (Yumaguzcki).
- Циолек II изм.: Шимон Кулавый из Бычины (Szymon Kulawy z Byczyny).
- Циолек изменённый: Арест Соболь (Arest Sobol), Бычинские, Хубаты, Калюши, Калюшa, Калуши, Каня, Кулавы, Виламовские.
- Герб Стефан изм.: Хенрык Стефан (Henryk Stefan).